# Reino de Camboya (1953-1970)
El Reino de Camboya, también conocido con posterioridad como Primer Reino de Camboya o primera administración de Sihanouk, es el nombre que se le dio a este país tras el fin del protectorado francés (aunque puede retrasarse a la declaración de independencia de 1945 o la promulgación de la constitución de 1946) hasta la fundación de la República Jemer. Este reino fue gobernado por Norodom Sihanouk desde 1953 hasta 1970 y desempeñó un papel clave en la historia de Camboya. Durante este período vio el surgimiento del Partido Comunista Jemer, cuyos miembros pronto serían conocidos como los jemeres rojos.
El primer gobierno de Sihanouk, de 1955 a 1970, fue un momento particularmente significativo en la historia de Camboya. Norodom Sihanouk siguió siendo una de las figuras más controvertidas en el sudeste de Asia con una historia turbulenta y trágica a menudo de la post-Segunda Guerra Mundial. Sus admiradores lo incluían como uno de los grandes padres de la nación de Camboya, celebrando su firme política de neutralidad en el conflicto que estalló en los estados vecinos, ya que Camboya se mantuvo alejada de la sangrienta guerra de Vietnam durante más de quince años. Otros, en cambio, lo consideran como el principal culpable de la pobreza de su patria y de su neutralidad, también visto como un simple acto de duplicidad, y el tratamiento brutal que siempre eligió el lado más fuerte, lo que llevó al umbral de la guerra civil camboyana.

## Historia

### Período democrático: 1947-1955
Norodom Sihanouk se convirtió en Rey de Camboya durante la ocupación japonesa de Indochina, en 1941, llevando un papel de liderazgo activo. Tras la derrota japonesa en la Segunda Guerra Mundial, Camboya fue desocupada, pero los franceses fracasaron en restablecer totalmente su control sobre la región, dando inicio a la guerra de Indochina. Un grupo independentista, los Jemeres Issarak, declararon la independencia del país en marzo de 1945. Sin embargo, en Camboya, aún bajo dominio francés, se realizaron elecciones generales libres para una Asamblea Constituyente en 1946, siendo los primeros comicios en la historia de Camboya. La victoria fue para el independentista e izquierdista Partido Democrático, del príncipe Sisowath Youtevong, quien fue nombrado primer ministro, contando con una mayoría de cincuenta de los sesenta y siete diputados. El principal partido de la oposición fue el Partido Liberal, que apostaba por mantener el protectorado y era firmemente monarquista, siendo incluso dirigido por miembros de la Familia Real, lo que en un primer momento le valió el apoyo de Sihanouk.
La Asamblea redactó una constitución conformando una monarquía parlamentaria, basada en el modelo parlamentario francés, con un Rey como jefe de Estado ceremonial y un Primer ministro como jefe de Gobierno electo. La constitución entró en vigor el 6 de mayo de 1947. Dos meses después, Youtevong falleció, aunque su partido continuó en el poder, sobre todo por la inmensa popularidad con la que contaba el difunto príncipe. De este modo, el Partido Democrático obtuvo otra aplastante victoria electoral en las primeras elecciones bajo la nueva constitución, celebradas ese mismo año. Antes de las elecciones, Léon Pignon, Comisionado de la República en Camboya, había reunido a los líderes de todos los partidos y les declaró que Francia seguiría siendo "absolutamente neutral" ante los resultados electorales, pidiendo a los políticos llevar a cabo sus campañas con "mucha cautela", a fin de asegurar elecciones pacíficas. No dejó de recordar a todos los candidatos cual era la "autoridad real" allí (en referencia al gobierno colonial), y trató de asustar a la población hablándole sobre sus vecinos "infinitamente más fuertes y dinámicos" (Vietnam y Tailandia) de los cuales Francia había protegido la integridad de Camboya durante el protectorado. En una carta oficial, Aguilón habría expresado su preocupación de que los debates políticos condujeran a una puja nacionalista por la cual Francia tendría que pagar el precio.
El gobierno demócrata fue generalmente acosado tanto por Sihanouk y la Familia Real como por las autoridades coloniales francesas. Por lo tanto, su gobierno se caracterizó por una sucesión de Primeros ministros con gabinetes frágiles que se disolvían a los pocos meses. El 12 de febrero de 1949, Yem Sambaur fue nombrado Primer ministro. A lo largo de ese año, formó un gobierno de unidad nacional que incluía a los liberales por primera vez. Sin embargo, el 18 de septiembre fue destituido en medio de escándalos de corrupción, aunque Sihanouk perpetuó a los pocos días un intento de golpe de Estado, restaurándolo en el poder con oposición a la Asamblea Nacional. Como aliado de Sihanouk, Sambaur continuó apoyando los esfuerzos de Shihanouk para obtener concesiones de los franceses y avanzar hacia la independencia. Sambaur renunció en abril de 1950 y Sihanouk mismo fue nombrado primer ministro interino. Aunque en las elecciones de 1951 el Partido Democrático volvió a ganar, la participación descendió, demostrando el creciente malestar y la falta de fe en el parlamento electo. En junio de 1952, el gobierno fue depuesto nuevamente por Sihanouk y la Asamblea Nacional disuelta por decreto Real.
Entre 1953 y 1954 se realizó la Conferencia de Ginebra, que puso fin a la guerra de Indochina. Finalmente, se firmaron los Acuerdos de Ginebra, en los cuales Francia reconocía como estados independientes a Camboya, Laos y los dos Vietnam. Parte de los acuerdos establecía que en Camboya se debían celebrar nuevamente elecciones antes de octubre de 1955. Ese mismo año, Sihanouk abdicó a la Corona y se la entregó a su padre, Norodom Suramarit. El motivo era librarse de las prerrogativas constitucionales que limitaban el poder del Rey y poder presentarse como candidato en las elecciones. En marzo, se fundó el Sangkum, un movimiento político (Sihanouk insistió en que no se lo llamara partido) que englobaba gran cantidad de ideologías, definiéndose como un partido del "Socialismo Real-Budista". En mayo, el Sangkum comenzó a fortalecerse luego de que Renovación Jemer, partido de Lon Nol, se autodisolviera para unirse al Sangkum. Otros partidos monarquistas, el Partido Popular de Sam Nhean y Victorioso Noreste de Dap Chhuon, hicieron lo mismo. La campaña estuvo llena de episodios de violencia perpetuados por el estado, lo que generó que el Sangkum triunfara sobre el Partido Democrático, arrebatándole todos los escaños, y suponiendo el fin de las elecciones libres en Camboya hasta 1993.

### Régimen del Sangkum: 1955-1967
A pesar de su nombre, el "Socialismo Real-Budista" (también llamado "Socialismo jemer") de Sihanouk tenía poco que ver con el socialismo verdadero, ni con ninguna de sus variantes como el marxismo o el "socialismo de bienestar" anglosajón. A falta de una filosofía política consistente, combinaba eslóganes pseudo-socialistas con valores sociales conservadores, monarquistas, nacionalistas y enseñanzas budistas Theravada. La afirmación del movimiento era que eran «Socialistas por el bienestar del pueblo y realistas por el prestigio y la cohesión de la nación». El método de Sihanouk de criticar alternativamente a sus oponentes en diversos foros públicos y luego de ofrecerles puestos dentro del Sangkum tenía como objetivo sofocar la disidencia y, posteriormente, integrar los puntos de vista opositores a su régimen. Sihanouk intentó construir una imagen de Camboya como "El Camelot del Sudeste Asiático", un oasis de paz y orden social en medio del conflicto que afectaba al resto de la región. A nivel internacional, adoptó una política de neutralidad oficial.
Durante el período de gobierno de Sihanouk, el Sangkum logró absorber muchos de los elementos derechistas y centristas de la política camboyana, así como elementos pro-Sihanouk de los comunistas izquierdistas y moderados: solo los elementos de la línea dura del Partido Comunista de Kampuchea se negó a colaborar con Sihanouk. Varios prominentes comunistas, como Hu Nim y Khieu Samphan, aceptaron puestos con el Sangkum en un intento de trabajar dentro del sistema. Samphan, quien de hecho posteriormente serviría como jefe de Estado durante el régimen maoísta totalitario de Pol Pot, fue invitado a principios de la década de 1960 por el gobierno sihanoukista a que implementara una serie de reformas sociales y económicas basadas en planes esbozados en la tesis doctoral de Sihanouk. Mientras que el Partido Democrático, los representantes de los moderados, y progresistas republicanos en el medio político de Camboya, se incorporaron de manera efectiva en el Sangkum en 1957, numerosos republicanos moderados simplemente evitaron la política hasta el período inmediatamente posterior al golpe de 1970.
El único elemento notable que se mantuvo fuera del Sangkum, aparte de los comunistas de línea dura, fue el nacionalista derechista y antimonárquico Son Ngoc Thanh, cuyos irregulares Jemeres Serai mantuvieron la resistencia armada con fondos de Tailandia. Sihanouk solía calificar a sus oponentes a la derecha como "Jemeres Bleu" para distinguirlos de sus oponentes de izquierda. Sin embargo, parece que a finales de los años 1950 y principios de los 60 hubo relativamente poca represión violenta de la oposición al Sangkum (aunque hubo repetidas intimidaciones políticas del partido izquierdista Pracheachon, acusado de ser pro-Vietnam) y el país experimentó durante la mayor parte del régimen una estabilidad comparativa con el gobierno previo y el posterior (el período colonial bajo la guerra de independencia y la República Jemer bajo un permanente estado de guerra civil). La única excepción fue una vez más los Jemeres Serei, a los que se trató con dureza: Preap En, activista Jemer Serai que trató de negociar con Sihanouk en 1963, fue detenido y su posterior ejecución mostrada en todos los cines del país. El mismo tratamiento fue dado a otro grupo de presuntos líderes de los Jemeres Serei, Chau Bory (anteriormente implicado en el complot de Bangkok), Chau Mathura y Sau Ngoy, en 1967.

### Guerra civil: 1967-1970
A mediados de la década de 1960, la política exterior arriesgada de Sihanouk y el posterior desequilibrio de la economía repercutieron en la imagen del gobierno. En 1966, Sihanouk llegó a un acuerdo con el régimen chino y el de Vietnam del Norte para dejar entrar tropas norvietnamitas a la frontera noroeste del país. También toleró la presencia de buques de guerra comunistas en el puerto de Sihanoukville para entregar armas y suministros a dichas tropas y enviarlas a Vietnam del Sur. Estos actos hicieron cuestionable la neutralidad de Camboya, teóricamente garantizada ante las Naciones Unidas. Los motivos para este desvío hacia el Bloque Oriental están en que Sihanouk creía firmemente en la inevitable derrota estadounidense en Vietnam, y quería asegurar la supervivencia de su gobierno dentro de una región dominada por los comunistas, declarando: "Nuestros intereses apuntan a trabajar con el bando que prontamente dominará Asia, logrando un trato con los comunistas antes de la victoria... asegurando las mejores condiciones posibles".
El 11 de marzo de 1967, cuando el príncipe  Sihanouk estaba de visita en Francia, estalló una rebelión en el área cercana a Samlaut en la provincia de Battambang, donde los enardecidos aldeanos atacaron a una brigada de cobradores de impuestos. Con el valor de los cuadros de dirigentes locales del Partido Comunista de Kampuchea (PCK) la insurrección cobró fuerza en la región. Lon Nol, actuando en ausencia del príncipe pero con su permiso, respondió decretando la ley marcial; cientos de campesinos fueron asesinados y las aldeas fueron destruidas durante la represión. Cuando Norodom regresó en marzo abandonó su posición centrista y personalmente ordenó el arresto de Khieu Samphan, Hou Yuon y Hu Nim líderes del “contragobierno” y todos los que escaparon hacia el noreste. En ese año el PCK hizo surgir a los Jemeres Rojos, encabezados por Pol Pot, Ieng Sary y Son Sen –el líder maoísta de los “maquisards”–; la guerrilla fue llamada así por la etnia jemer la cual es predominante en Camboya. El 17 de enero de 1968 fue lanzada la primera ofensiva de la guerrilla, que no tenía más de 4 000 o 5 000 efectivos en buena parte del territorio nacional; con el tiempo el número de guerrilleros creció hasta 70 000. El 11 de mayo de 1969 el príncipe Norodom Sihanuk dio la bienvenida al restablecimiento normal de las relaciones diplomáticas con Estados Unidos y creó un nuevo Gobierno de Salvación Nacional con Lon Nol como primer ministro; él dijo: “Somos una nueva carta de juego, contra los comunistas asiáticos que atacan el país antes del fin de la Guerra de Vietnam".

### Deposición de Sihanouk
En medio de la creciente inestabilidad política, mientras se encontraba de visita en el extranjero, Sihanouk fue finalmente depuesto por un golpe militar liderado por Lon Nol el 18 de marzo. El golpe también contaba con el liderazgo de los derechistas In Tam y el príncipe Sisowath Sirik Matak. Lon Nol ilegalizó el Sangkum y, el 9 de octubre de ese mismo año, declaró a Camboya una república. El 18 de febrero de 1971, poco antes de que se cumpliera un año del golpe, el Sangkum se autodisolvió.
La declaración de la República Jemer, sin embargo, aumentó la inestabilidad, ya que Sihanouk obtuvo el apoyo de grupos monarquistas de extrema derecha, así como una posterior alineación con la extrema izquierda, que unificó a las guerrillas contra el gobierno y logró deponer a la frágil república el 17 de abril de 1975, tomando Nom Pen y reinstalando a Sihanouk como jefe de Estado.